# Parov Stelar

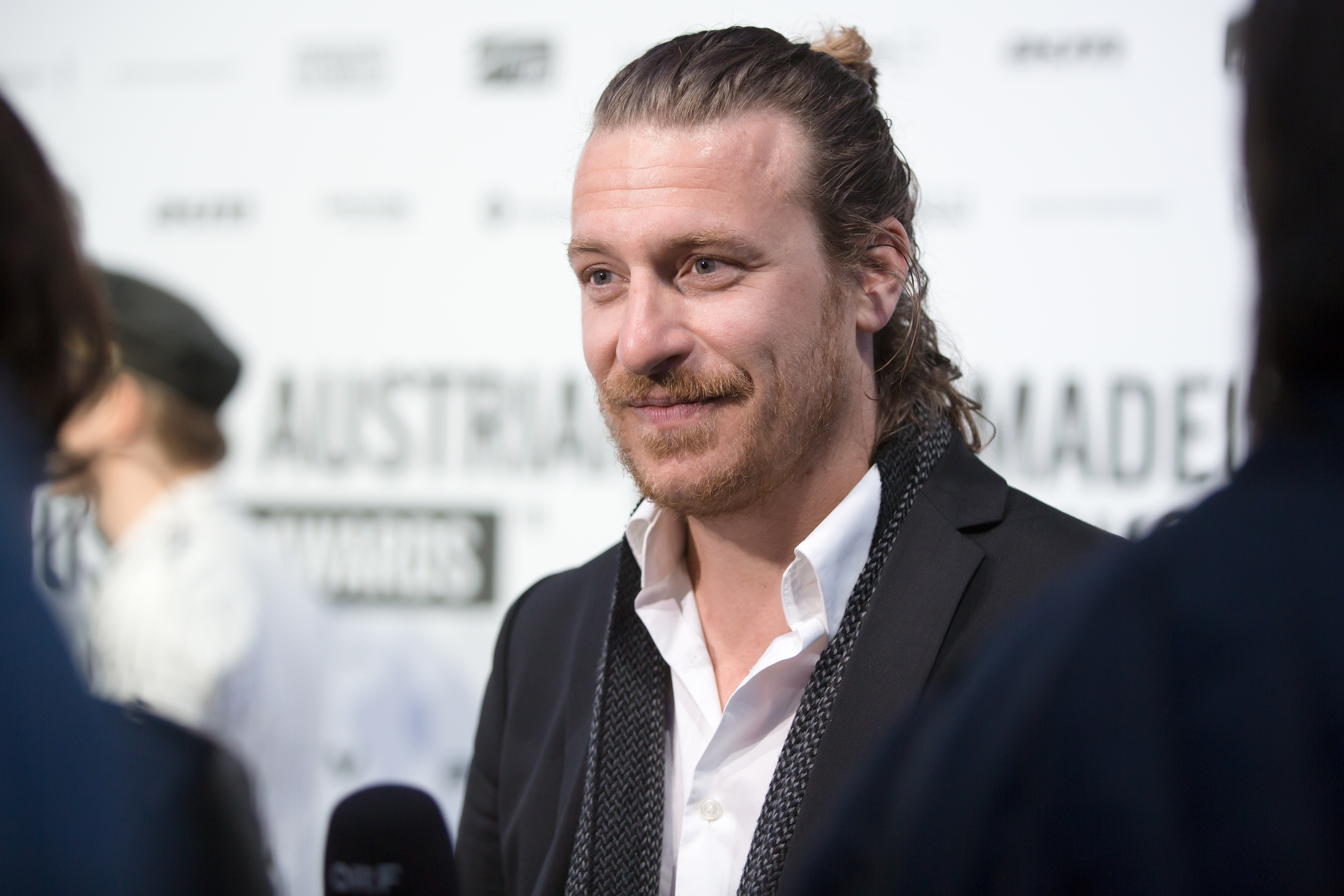
Parov Stelar in 2016

Parov Stelar is de artiestennaam van Marcus Fuereder (Linz, 27 november 1974), een Oostenrijkse DJ en muziekproducent. Zijn muziekstijl bestaat uit electro swing (een combinatie jazz, house, electro en dance), downtempo (een combinatie van lounge en ambient) en pop. Hij heeft samengewerkt met Lana Del Rey, Lady Gaga en Bryan Ferry.
- Bibliothèque nationale de France: cb16729137d (data)
- Gemeinsame Normdatei: 1041259913
- International Standard Name Identifier: 0000 0001 3269 9889
- Library of Congress Control Number: no2008041509
- MusicBrainz: 702a8f29-1442-4f5b-83b2-d19ebf79cf57
- Nationale Bibliotheek van Polen: a0000002423279
- Réseau des bibliothèques de Suisse occidentale: 02-A022540031
- Système universitaire de documentation: 177244682
- Virtual International Authority File: 301835340
- WorldCat: E39PBJtcK3Xg43fpxHGrkXRFrq